# رافاييل دوداميل
رافاييل دوداميل (بالإسبانية: Rafael Dudamel) (7 يناير 1973 في فنزويلا - ) هو مدرب كرة قدم ولاعب كرة قدم فنزويلي في مركز حراسة المرمى. شارك مع منتخب فنزويلا لكرة القدم. أما مع النوادي، فقد لعب مع أتليتيكو هويلا وأمريكا دي كالي وإنديبنديينتي سانتا في وديبورتيفو تاشيرا وديبورتيفو كالي وكيلمس وماميلودي صن داونز ونادي ميلوناريوس وAtlético Zulia ‏ وأتلتيكو ماراكايبو ‏ ويونيفرسيداد دي لوس أنديز وZulia F.C. ‏ وCortuluá ‏ وDeportivo La Guaira F.C. ‏ وAtlético El Vigía F.C. ‏ وإستوديانتس دي ماردة ‏.

## وصلات خارجية
- رافاييل دوداميل على موقع الاتحاد الدولي (مؤرشف)  (الإنجليزية)
- رافاييل دوداميل على موقع قاعدة بيانات كرة القدم.إي يو (الإنجليزية)
- رافاييل دوداميل على موقع ناشيونال فوتبول تيمز (الإنجليزية)